# Koobassaare
Koobassaare – wieś w Estonii, prowincji Valga, w gminie Karula.